# Cornus quinquenervis
Cornus quinquenervis är en kornellväxtart som beskrevs av Franchet. Cornus quinquenervis ingår i släktet korneller, och familjen kornellväxter. Inga underarter finns listade i Catalogue of Life.

## Bildgalleri

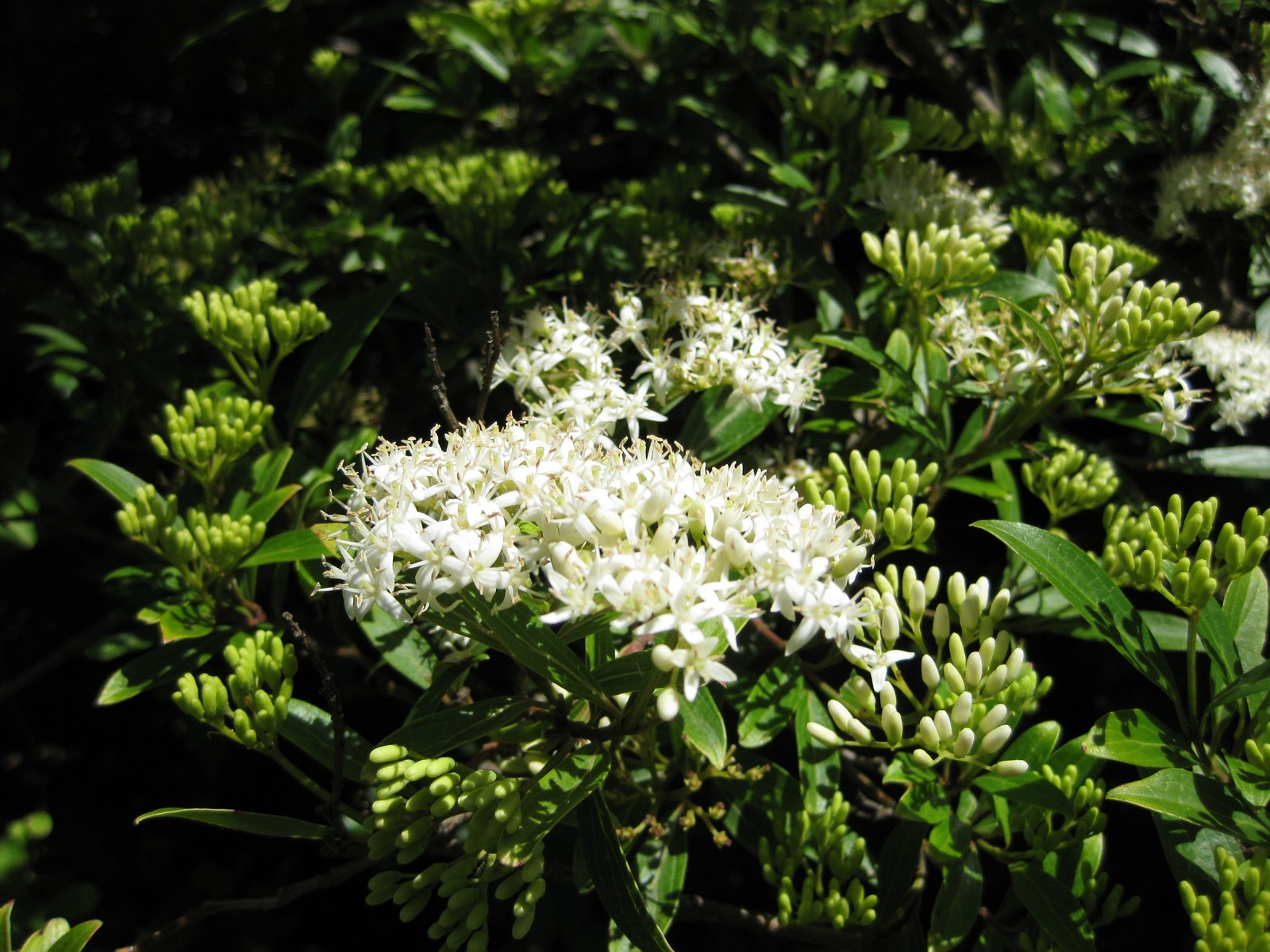